# Cyclohelia
Cyclohelia is een geslacht van neteldieren uit de familie van de Stylasteridae.

## Soort
- Cyclohelia lamellata Cairns, 1991